# Векслин, Исаак Моисеевич
Исаак Моисеевич Ве́кслин (1909—1981) — советский инженер и учёный, конструктор авиаприборов.

## Биография
Родился в Двинске (ныне Даугавпилс, Латвия) в семье Мовши Иделевича Векслина (1875—?).
Работал в Ленинграде в Центральной радиолаборатории, с 1935 года в Отраслевой радиолаборатории профессиональных устройств (ОРПУ) Комбината мощного радиостроения имени Коминтерна (КМРС).
В 1934 году вместе с Л. Е. Штиллерманом предложил идею посадки самолётов с помощью равносигнальной зоны в вертикальной плоскости, которая была реализована в первой в стране системе посадки «Ночь-1», включавшей в себя курсоглиссадный и маркерный маяки. Эта система использовалась уже во время финской войны и послужила основой для дальнейших разработок в этом направлении.
С конца 1930-х годов руководитель группы, начальник лаборатории, и. о. главного инженера завода № 327 (Ленинград, в 1941—1946 годах в эвакуации в Красноярске).
С 1946 года в НИИ-33 (институт радионавигации, позже назывался ВНИИРА): начальник отдела, зам. главного инженера.
Доктор технических наук (1966). Профессор (1970).

## Награды
- Сталинская премия первой степени (1952) — за работу в области техники (как главный конструктор разработки системы навигации и слепой посадки бомбардировщика Ту-4).
- два ордена Трудового Красного Знамени (17.4.1940, «за успешную работу и проявленную инициативу по укреплений обороноспособности нашей страны»; …)
- орден «Знак Почёта».